# Unikornis (közgazdaság)
Unikornis alatt olyan startupot értünk, amelynek az értéke meghaladja az egymilliárd dollárt. A kifejezést Aileen Lee kockázatitőke-befektető után kezdték el 2013-tól használni, aki az unikornist mint mitikus állatot választotta, hogy a unikumszámba menő sikeres vállalkozások statisztikai ritkaságát szimbolizálja vele. 2016 júniusában a Fortune magazin 174 unikornis startupot sorolt fel, köztük néhány európai céget is. 2022 októberében a CB Insights statisztikai portál szerint már több mint 1200 unikornis volt világszerte, míg Németországban 36 vállalat érte el ezt a minősítést.

## A név eredete
Aileen Lee amerikai kockázati befektető, 2013-ban készített tanulmányában kimutatta, hogy a kockázati tőkealapok kevesebb mint egytized százalékába fektettek egymilliárd dollárt meghaladó értéket. Azért, hogy elemzése a lehető legnagyobb nyilvánosságot kapja, keresett egy hangzatos nevet ezekre a ritkán megvalósuló startupokra. Az unikornis nevét tökéletesnek találta, mivel valami egyedi, ritka dologra utal, amely az álmokhoz és a hősies fantáziához kapcsolódik, és a geekek kultúrájával is összeegyeztethető . Azóta ezt a nevet azokra a startupokra használják, amelyeknek értéke eléri a minimum egymilliárd dollárt, és üzleti modelljüket elsődlegesen a külső forrásokból finanszírozott gyors növekedésre alapozzák, és csak ezt követően összpontosítanak a nyereségességes működésre, és a bevételeimaximalizálásra.

## Gazdasági jelentőség
Az Egyesült Államokban az unikornisok egy új pénzügyi buborék felfújását segítették elő. Ebben az esetben azonban nem tözsdei, pénzügyi buborékról beszélünk, mint a 2000-es évek első évtizedében. Az unikornisok annak köszönhetik létüket, hogy magánbefektetők hatalmas összegeket fektetnek beléjük, így olyan túlértékelés haszonélvezői lesznek, amelyek egyáltalán nem állnak arányban az általuk termelt nyereséggel.

## Kritika
Az unikornisok startupként való besorolását többen kritizálják. Amennyiben a gazdaságpolitika annak ad prioritást - mint ahogy az Európai Unióé is - hogy minél több unikornis jöjjön létre, az azzal fenyeget, hogy a vállalkozói tevékenység más, társadalmilag meghatározó jelentőségű formái háttérbe szorulnak. Hasonlóképpen, az unikornis meghatározást is felületesnek tartják. Az unikornisokra való összpontosítás azzal a veszéllyel jár, hogy a vállalkozók körében fokozódik az etikátlan magatartás (mint például a Theranos-ügyben).

## Unikornisok a világban
A világ legnagyobb unikornisai 2016-ban, 2020-ban és 2021-ben
- 2016 1. Uber (2009-ben alapították), 2. Xiaomi (2010), 3. Airbnb (2008), 4. Palantir (2004), 5. DiDi Kuaidi (2012), 6. Snapchat (2011), 7. China Internet Plus (2003), 8. Flipkart (2007), 9. SpaceX (2002), 10. Pinterest (2010).[6]
- 2020 Ant Group (2014), ByteDance (2012), Infor (2002), DiDi Chuxing (2012), Juul Labs (2015), The We Company (2010), Lu.com (2011), Stripe (2009), Airbnb és SpaceX.[16]
- 2021 ByteDance, 2. Stripe, 3. SpaceX, 4. DiDi Chuxing, 5. Instacart (2012), 6. UiPath (2005), 7. Global Switchl (1998), 8. Databricks (2013), 9. Rivian (2009), 10. Nubank (2013).[17]

## Unikornisok Európában

### Észtországi unikorniksok
Észtország 1400 startupjából tíz unikornis, ezek közül három 3 fintech cég.
Az egy főre jutó unikornisok számát tekintve 2023 márciusában Észtország áll az első helyen a kontinensen.
- Skype
- Playtech
- (Transfer)Wise
- Bolt
- Pipedrive
- Zego
- ID.me
- Gelato
- Veriff
- Glia

### Németországi unikornisok
2022 végén Németországban 36 olyan startup volt, amelynek értéke elérte vagy meghaladta az egymilliárd eurót:
Flink (alapítva 2020), Gorillas (2020), Jokr, Infarm (2013), Chrono24 (2003), Berlin Brands Group (2005) Razor Group (2020), SellerX (2020), Flix (2013), GetYourGuide (2009), Omio (2013), OneFootball (2008), Tier (2018), Mambu, Solaris, Sumup, N26 (2013), Raisin, Taxfix, Scalable Capital, Trade Republic, Clarc, Wefox, Celonis, Choco (2018), Contentful, Commercetools (2006), Personio, Staffbase (2014), Forto (2016), Sennder (2015), Grover, Volocopter, Sunfire, Agile Robots és Enpal (2017).
Újoncok 2016 óta (válogatás)
- 2016: Global Fashion Group (2014-ben alapították)[20]
- 2018: BioNTech (2008)[20]
- 2018: Flix (2011)
- 2018: Celonis (2011)
- 2019: N26 (2013)
- 2019: GetYourGuide (2009)
- 2021: Think-cell, szoftver (2002)
- 2021: Mambu, banki szoftverszolgáltató (2011)
- 2021: Sennder, digitális szállítmányozási vállalat (2015)
- 2021: Personio, humánerőforrás-szoftverplatform (2015)
- 2021: TradeRepublic (2015)
- 2021: Scalable Capital (2014)
- 2021: Enpal, megújuló energia (2017)
- 2021: Agile Robots, robotikai hardver és szoftver (2018)
- 2021: Clark Germany, InsureTech (2015)
- 2021: Razor Group (2020)
- 2022: Staffbase (2014)
- 2022: OneFootball (2008)
- 2022: DeepL, gépi fordítási szolgáltatás (2017)
- 2022: Taxfix, Steuer-App
- 2023: The Quality Group

### Franciaországi unikornisok
- BlaBlaCar (2006)
- Deezer (2007)
- ManoMano (2021)

### Svájci unikornisok
- AutoForm
- Climeworks
- Numbrs Personal Finance
- ADC Therapeutics
- Wefox

### Ausztriai unikornisok
- Bitpanda (2014)
- GoStudent (2021)

## Külső link
- Az unikornis vállalatok teljes listája 2023 március, CB Insights. (angol)
- Stephan Finsterbusch: Die fabelhafte Welt der Einhörner. Frankfurter Allgemeine Zeitung. 2021. augusztus 4.

(Újságcikk a nemzetközi és német startup cégek aktuális értékelési listáival a cikk megjelenésének időpontjában). (német)